# 주즈잔주
주즈잔주(Jowzjān Velāyat, 파슈토어: د جوزجان ولايت, 다리어: ولایت جوزجان)는 아프가니스탄 북부에 있는 주이다. 파르야브주, 사르이폴주, 발흐주와 투르크메니스탄과 접하고 있다. 면적 25,553 km2, 인구 616,000명(2004년). 주도는 시바르간(Shibarghān).

## 같이 보기
- 아프가니스탄의 주